# Piper limai
Piper limai är en pepparväxtart som beskrevs av Truman George Yuncker. Piper limai ingår i släktet Piper och familjen pepparväxter. Inga underarter finns listade i Catalogue of Life.